# Cratere von Braun
von Braun è un cratere lunare di 61,83 km situato nella parte nord-occidentale della faccia visibile della Luna.